# لامبورگینی دیابلو
لامبورگینی دیابلو (به اسپانیایی: Lamborghini Diablo) یک خودروی اسپورت وی۱۲ و موتور وسط است که توسط شرکت ایتالیایی لامبورگینی بین سال‌های ۱۹۹۰ و ۲۰۰۱ ساخته شده‌است. این اولین خودرو تولید لامبورگینی است که می‌تواند به سرعت بیش از ۳۲۰ کیلومتر در ساعت (۲۰۰ مایل در ساعت) برسد. پس از پایان تولید در سال ۲۰۰۱، دیابلو با مدل مورسیه‌لاگو جایگزین شد. نام دیابلو در زبان اسپانیایی به معنی شیطان است.